# Pevnost Nazvá
Pevnost Nazvá je masivní opevnění ve městě Nazvá, v Ománu. Vybudována byla v roce 1668, a to imámem Sultánem bin Saífem al-Jarúbim, avšak stáří základní struktury pevnosti se datuje až do 12. století. Jedná se o vůbec nejnavštěvovanější národní památku Ománu. V minulosti sloužila jako správní sídlo úřadu imámů, jak v dobách míru, tak i v období konfliktů. Dokončení stavby hlavní části pevnosti trvalo okolo 12 let.